# William Roache
William "Bill" Patrick Harry Roache, född 25 april 1932 i Ilkeston, Derbyshire, är en brittisk skådespelare, främst känd för rollen som Ken Barlow i TV-serien Coronation Street, en roll som han spelat sedan det första avsnittet 1960.

## Familj
William Roache var gift med skådespelaren Anna Cropper (1961–1974).
Han är far till skådespelarna Linus Roache och James Roache. Båda sönerna har medverkat i  Coronation Street och spelat William Roaches rollfigur Ken Barlows son respektive sonson.

## Utmärkelser
- 1999 - British Soap Awards: Lifetime Achievement Award
- 2001 - MBE
- 2007 - Hedersdoktor vid University of Chester